# Кайова (Оклахома)
Кайова (англ. Kiowa) — місто (англ. town) в США, в окрузі Піттсбург штату Оклахома. Населення — 595 осіб (2020).

## Географія
Кайова розташована за координатами 34°43′19″ пн. ш. 95°54′8″ зх. д. / 34.72194° пн. ш. 95.90222° зх. д. (34.722078, -95.902192).  За даними Бюро перепису населення США в 2010 році місто мало площу 3,33 км², з яких 3,31 км² — суходіл та 0,02 км² — водойми.

## Демографія
Згідно з переписом 2010 року, у місті мешкала 731 особа в 295 домогосподарствах у складі 208 родин. Густота населення становила 220 осіб/км².  Було 359 помешкань (108/км²).
Расовий склад населення:
| - 77,0 % — білих - 14,5 % — корінних американців - 0,3 % — чорних або афроамериканців - 1,0 % — осіб інших рас |

До двох чи більше рас належало 7,3 %. Частка іспаномовних становила 3,6 % від усіх жителів.
За віковим діапазоном населення розподілялося таким чином: 22,4 % — особи молодші 18 років, 58,3 % — особи у віці 18—64 років, 19,3 % — особи у віці 65 років та старші. Медіана віку мешканця становила 42,1 року. На 100 осіб жіночої статі у місті припадало 97,0 чоловіків;  на 100 жінок у віці від 18 років та старших — 98,3 чоловіків також старших 18 років.
Середній дохід на одне домашнє господарство  становив 44 414 долари США (медіана — 35 833), а середній дохід на одну сім'ю — 47 841 долар (медіана — 40 156). Медіана доходів становила 42 679 доларів для чоловіків та 25 313 долари для жінок. За межею бідності перебувало 19,9 % осіб, у тому числі 29,6 % дітей у віці до 18 років та 14,4 % осіб у віці 65 років та старших.
Цивільне працевлаштоване населення становило 241 осіб. Основні галузі зайнятості: освіта, охорона здоров'я та соціальна допомога — 18,7 %, публічна адміністрація — 18,3 %, роздрібна торгівля — 16,2 %.